# Kjell Lönnblad
Kjell Edvin Lönnblad, född 9 februari 1919 i Landskrona stadsförsamling, död 18 juli 1997 i Slottsstadens församling i Malmö, var en svensk teckningslärare och målare.
Lönnblad var son till gevärshantverkaren Gustaf Edvin Lönnblad och Anna Maria Olsson, samt 1948–1960 gift med Rut Elly Ingrid Nilsson. Lönnblad utbildade sig till teckningslärare vid Högre konstindustriella skolan i Stockholm 1939–1944 och gjorde ett flertal studieresor 1947–1952, bland annat till Amerika, Korsika och Frankrike. Separat ställde han bland annat ut i Göteborg[var?], Landskrona, Hässleholm, Uddevalla och på SDS-hallen i Malmö. Han medverkade i samlingsutställningar arrangerade av Trelleborgs och Söderslätts samt Klippans konstföreningar. Hans konst består av porträtt, figurer och landskapsskildringar från utlandsresorna och södra Sverige, utförda i olja, akvarell eller pastell. Som illustratör illustrerade han bland annat Herman Malwes Hässleholms hantverks- och industriförenings minnesskrift som gavs ut 1945, och Vi talar och skriver vårt modersmål 1955. Kjell Lönnblad är gravsatt i minneslunden på Limhamns kyrkogård i Malmö.